# 香月隆之
香月 隆之（かつき たかゆき）は、日本のジャーナリスト。NHKメディア総局報道局国際部記者。

## 経歴
1992年、NHKに入局。同期には田中正良、アナウンサーには出山知樹がいる。
地方記者を経て、報道局国際部に配属。その後、ベルギーに渡航。『NHKブリュッセル支局』に赴任。ヨーロッパを中心に取材やレポートを積み重ね、日本に帰国。国際部でのデスクを経て、フランスに渡航。『NHKヨーロッパ総局』に赴任。2015年4月より『キャッチ!世界の視点』2代目のメインキャスターに就任。2年間担当した後、再び国際部に戻り、その後『ネットワーク報道部』と兼務。